# Operatie Manna en Chowhound

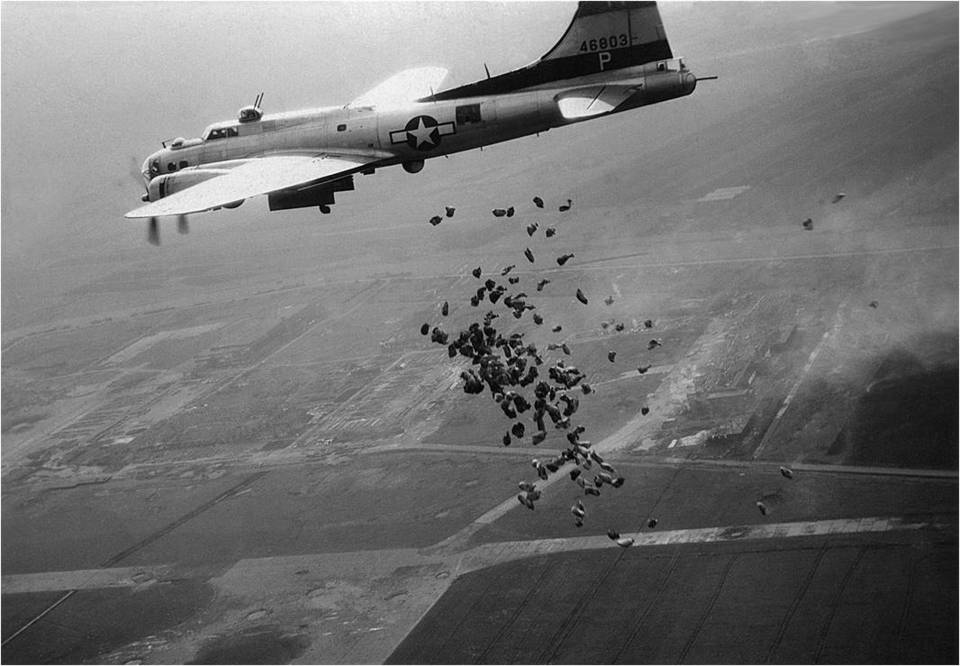
Een Amerikaanse B-17 lost in het kader van operatie Chowhound in mei 1945 boven het totaal verwoeste Schiphol een lading levensmiddelen

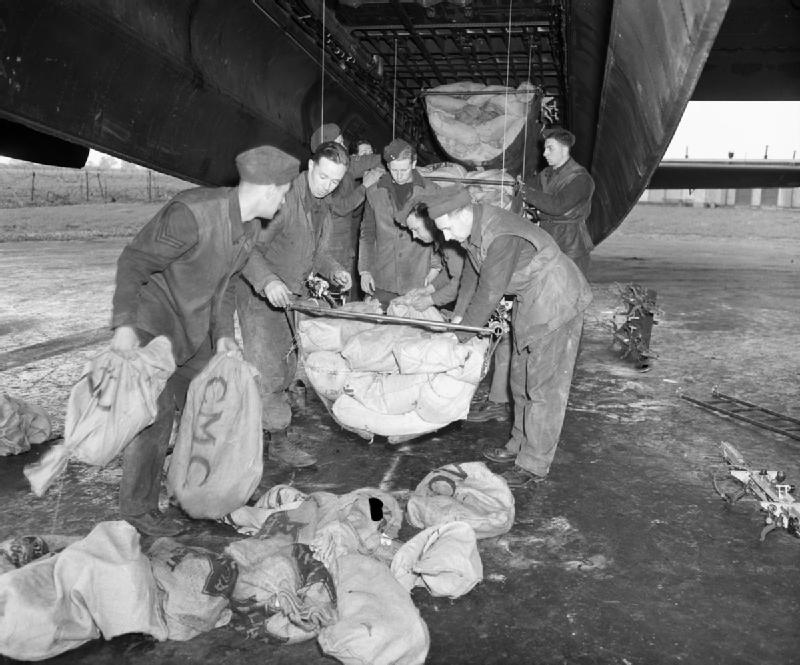
Laden van een RAF-vliegtuig met voedselpakketten

Operatie Manna en Operatie Chowhound waren de namen van de geallieerde voedseldroppings in april/mei 1945, aan het eind van de Hongerwinter in de Tweede Wereldoorlog in Nederland. Deze voedseldroppings waren noodzakelijk geworden, omdat er vele honderdduizenden Nederlanders in West-Nederland al maandenlang verstoken waren van alle soorten van voedsel, kleding en hulpgoederen.

## Voorbereiding
Na maanden van overleg tussen de geallieerden en de Duitsers werd na de Hongerwinter op 1 mei 1945 het Akkoord van Achterveld gesloten en ondertekend. Tijdens de eerste voorbespreking op 28 april was reeds overeenstemming bereikt over voedseldistributie, waarmee de voedselhulp toegelaten werd door de Duitsers (Seyss-Inquart).
De Duitsers waren met de geallieerden overeengekomen, dat deze uit bommenwerpers het voedsel en de noodrantsoenen op geringe hoogte mochten afwerpen. Om er zeker van te zijn dat tijdens deze wapenstilstand uit deze vliegtuigen geen parachutisten werden afgeworpen, verordonneerde het Duitse opperbevel in het geheim de samentrekking van FLAK-afweergeschut. Ook zou de Duitse Sicherheitsdienst steekproeven nemen om vast te stellen of deze afgeworpen zendingen inderdaad voedsel bevatten en geen illegale wapenzendingen.
Direct nadat men de voedseldistributie was overeengekomen, zouden op 28 april de eerste droppings van start gaan, maar door het slechte weer kon dit pas op 29 april tot uitvoering worden gebracht.

## Operatie Manna
Operatie Manna was een operatie onder leiding van de Britten, de naam is ontleend aan het Bijbelse manna. De eerste voedseldropping voor hongerend West-Nederland, die 8 dagen duurde, werd uitgevoerd. Hiervoor werden onder andere het 625ste squadron in Scampton (Lincolnshire), het (Australische) 460ste, het 467ste, verder het 100e en het 101ste squadron van de RAF ingezet. Ook het 300e (Poolse) squadron was bij deze droppings aanwezig. In totaal waren er meer dan 30 Engelse squadrons en 11 Bomb Groups van de Amerikaanse legerluchtmacht (USAAF) bij deze droppings betrokken. Bij de eerste missie vlogen 242 zware bommenwerpers van het type Lancaster naar de Nederlandse kust via een afgesproken corridor. Op 29 april 1945 werd 535 ton aan voedsel door de RAF uitgegooid.
Enkele bommenwerpers werden tijdens deze vluchten toch door de Duitsers met lichte handvuurwapens beschoten. Zij konden evenwel hun pakketten zonder al te veel problemen afwerpen.

## Operatie Chowhound
In de tussentijd kwam ook de 8th Air Force van de USAAF in actie. Door slecht weer konden zij pas later aan de operatie meedoen, die zij Operatie Chowhound noemden. De naam is ontleend aan het woord 'chow', dat midden 19e eeuw in de Verenigde Staten werd geïntroduceerd en betekent eten of maaltijd. Een chowhound is dan een persoon die graag en veel eet. Op 1 mei 1945 stegen meer dan 400 Amerikaanse B-17 bommenwerpers op van Engeland richting Nederland. Amerikaanse bommenwerpers waren onder meer afkomstig van de 34ste, 95ste, 96ste, 385ste, 390ste en 493ste bomgroep en de 100ste bomgroep (bekend als de Bloody 100th van de serie Masters of the Air) onderdeel van de Amerikaanse Eighth Air Force. Er was zoveel belangstelling van Amerikaanse piloten voor deze hulpaktie in Nederland, dat men besloot de zuurstoftanks voor het vliegen op grote hoogte te verwijderen, zodat per bommenwerper vier extra piloten mee konden vliegen en mee konden helpen het voedsel uit bomluiken te werpen. Van nu af werkten de Amerikanen en Britten samen en daardoor verdubbelden zij het aantal voedseldroppings. Hierdoor werd het aantal droppingzones uitgebreid van vijf naar elf.

## Distributie

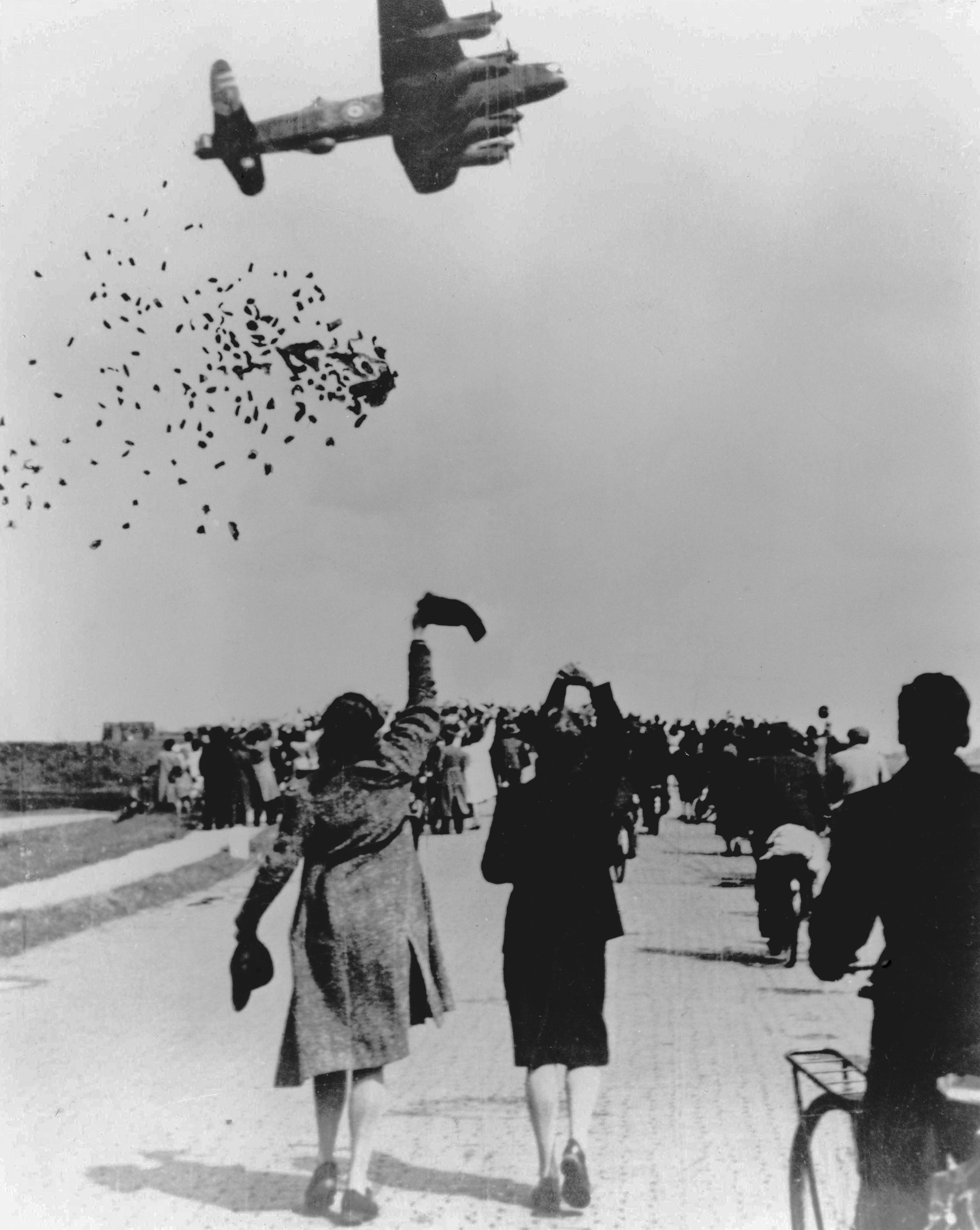
Een Lancaster boven Ypenburg (1945)

Na 1 mei 1945 hadden de RAF en de USAAF hun eigen zones. De zones voor de RAF waren: Vliegveld Valkenburg, renbaan Duindigt, Vliegveld Ypenburg, Terbregge, Vliegveld Waalhaven en Gouda. De USAAF had de volgende zones: Luchthaven Schiphol, Vogelenzang, Vliegveld Bergen, Hilversum (Westerheide) en Utrecht (Lage Weide). In deze acht dagen werd meer dan 11.000 ton aan goederen afgeworpen boven bezet Nederlands gebied. RAF Bomber Command voerde 3100 sorties uit en de USAAF 2200 sorties. Voor de bevolking was toen het ergste leed geleden, ook al doordat inmiddels veel voedsel per schip kon worden aangevoerd, waaronder broodmeel uit Zweden.
Met alleen voedseldroppings was men er niet, want men had bijvoorbeeld in de bij Rotterdam gelegen dropzone Terbregge al 4000 man nodig om de voedselpakketten van de velden af te halen. Dit kwam doordat er onvoldoende vervoermiddelen voorhanden waren. Voor het weghalen van de voedselpakketten werden onder andere de leden van de Luchtbeschermingsdienst ingeschakeld.
De inhoud van de voedselpakketten bestond uit: zakken meel, blikken scheepsbeschuit, legerrantsoenen, thee, eipoeder, bonen, Spam (nu bekend als Smac), sigaretten, chocolade en margarine.

## Monument
Op 28 april 2007 werd de Britse air commodore Andrew Geddes, die de voedseldroppings voorbereidde, de onderhandelingen voerde en de deelakkoorden ondertekende, geëerd met het vernoemen van een wandelweg bij het voormalige dorpje Terbregge als het Air Commodore Geddespad. Dit pad voert langs het Manna/Chowhound monument in de geluidswal van de noordelijke rondweg om Rotterdam. De onthulling van de naam werd verricht door lieutenant commander Angus Geddes RN (zoon van de air commodore) uit Engeland en warrant officer David Chiverton uit Australië (kleinzoon).

## Herdenking
In 2000 werd op Koninginnedag op een aantal plaatsen in Nederland herdacht dat deze droppings hebben plaatsgevonden, dit werd mogelijk gemaakt door stichting Voedsel en Vrijheid. Er werden 5000 zogenaamde bevrijdingsbroodjes gedropt.